# Olympische Sommerspiele 1980/Leichtathletik – Hammerwurf (Männer)

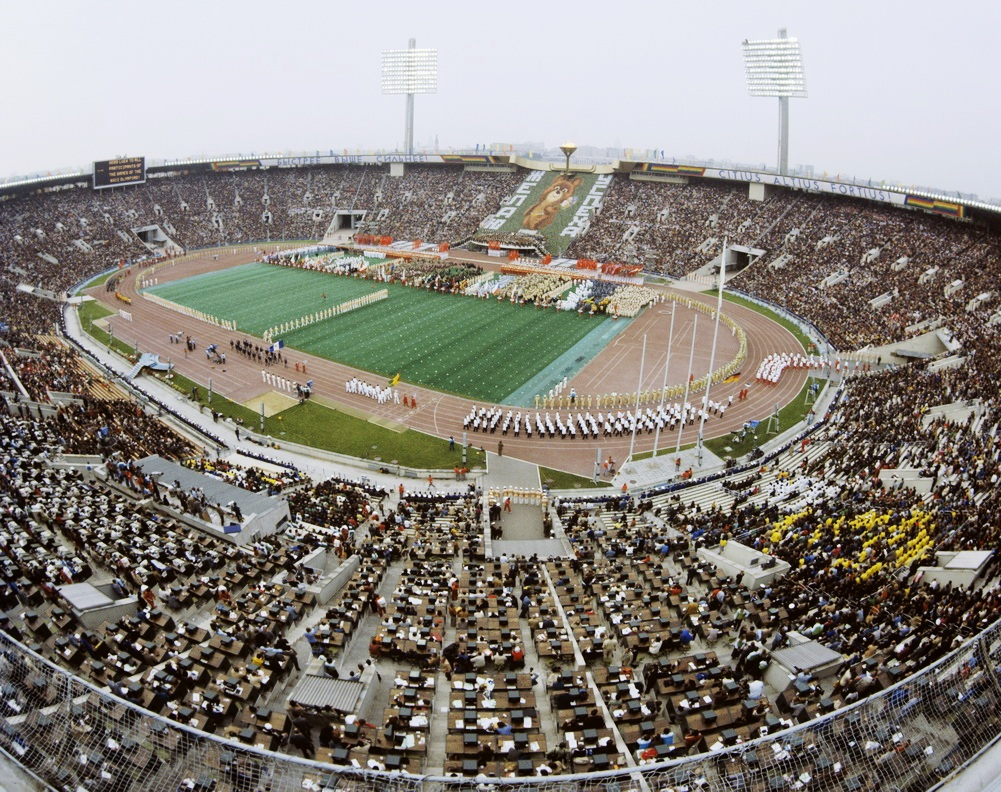
Das Luschniki-Stadion während der Eröffnungsfeier dieser Spiele

Der Hammerwurf der Männer bei den Olympischen Spielen 1980 in Moskau wurde am 30. und 31. Juli 1980 im Olympiastadion Luschniki ausgetragen. Siebzehn Athleten nahmen teil.
Die sowjetische Mannschaft konnte einen dreifachen Medaillenerfolg feiern. Der Olympiasieger von 1976 Jurij Sedych gewann mit der neuen Weltrekordweite von 81,80 m vor Sergei Litwinow und Jüri Tamm.
Für die DDR gingen Detlef Gerstenberg und Roland Steuk an den Start. Beide erreichten das Finale: Steuk wurde Vierter, Gerstenberg Fünfter.

Werfer aus der Schweiz, Österreich und Liechtenstein nahmen nicht teil. Athleten aus der Bundesrepublik Deutschland waren wegen des Olympiaboykotts ebenfalls nicht dabei.

## Rekorde

### Bestehende Rekorde
| Weltrekord         | 81,66 m | Sergei Litwinow ( Sowjetunion) | Sotschi, Sowjetunion (heute Russland) | 24. Mai 1980  |
| Olympischer Rekord | 77,52 m | Jurij Sedych ( Sowjetunion)    | Finale OS Montreal, Kanada            | 28. Juli 1976 |

### Rekordverbesserungen
Es gab zwei Rekordverbesserungen:
- Olympischer Rekord: 78,22 m – Jurij Sjedych (Sowjetunion), Qualifikation am 30. Juli, erster Versuch
- Weltrekord: 81,80 m – Jurij Sjedych (Sowjetunion), Finale am 31. Juli, erster Versuch

## Durchführung des Wettbewerbs
Die Athleten traten am 30. Juli zu einer Qualifikationsrunde an, die wegen der geringen Teilnehmerzahl gemeinsam in einer Gruppe durchgeführt wurde. Acht Wettbewerber – hellblau unterlegt – übertrafen die direkte Finalqualifikationsweite von 72,00 m. Damit war die Mindestanzahl von zwölf Finalteilnehmern nicht erreicht und das Finalfeld wurde nach den nächstbesten Weiten um weitere vier Werfer – hellgrün unterlegt – aufgefüllt. So reichten schließlich 69,38 m für die Teilnahme am Finale, das am 31. Juli stattfand.

## Zeitplan
26. Juli, 11:30 Uhr: Qualifikation

27. Juli, 17:00 Uhr: Finale
Anmerkung:
Alle Zeiten sind in Ortszeit Moskau (UTC+3) angegeben.

## Qualifikation
Datum: 26. Juli 1980, 11:30 Uhr
| Platz | Name               | Nation           | 1. Versuch | 2. Versuch | 3. Versuch | Weite   | Anmerkung |
| ----- | ------------------ | ---------------- | ---------- | ---------- | ---------- | ------- | --------- |
| 1     | Jurij Sedych       | Sowjetunion      | 78,22 m OR | –          | –          | 78,22 m | OR        |
| 2     | Jüri Tamm          | Sowjetunion      | 76,24 m    | –          | –          | 76,24 m |           |
| 3     | Sergei Litwinow    | Sowjetunion      | x          | 75,24 m    | –          | 75,24 m |           |
| 4     | Detlef Gerstenberg | DDR              | 75,04 m    | –          | –          | 75,04 m |           |
| 5     | Roland Steuk       | DDR              | x          | 73,52 m    | –          | 73,52 m |           |
| 6     | Harri Huhtala      | Finnland         | 71,42 m    | 72,46 m    | –          | 72,46 m |           |
| 7     | Armando Orozco     | Kuba             | x          | x          | 72,28 m    | 72,28 m |           |
| 8     | Giampaolo Urlando  | Italien          | 68,40 m    | 72,20 m    | –          | 72,20 m |           |
| 9     | Ireneusz Golda     | Polen            | x          | 69,98 m    | 70,88 m    | 70,88 m |           |
| 10    | Juha Tiainen       | Finnland         | 70,64 m    | 70,46 m    | 70,82 m    | 70,82 m |           |
| 11    | Emanuil Djulgerow  | Bulgarien        | x          | 69,24 m    | 70,60 m    | 70,60 m |           |
| 12    | Jiří Chamrád       | Tschechoslowakei | x          | 67,44 m    | 69,38 m    | 69,38 m |           |
| 13    | Peter Farmer       | Australien       | 68,52 m    | 69,16 m    | x          | 69,16 m |           |
| 14    | Chris Black        | Großbritannien   | 66,02 m    | 66,74 m    | x          | 66,74 m |           |
| 15    | Paul Dickenson     | Großbritannien   | x          | 64,22 m    | 63,90 m    | 64,22 m |           |
| 16    | Seán Egan          | Irland           | 63,34 m    | 63,94 m    | x          | 63,94 m |           |
| 17    | Khaled Ghaloum     | Kuwait           | x          | 47,40 m    | 47,00 m    | 47,40 m |           |

## Finale
Datum: 27. Juli 1980, 17:00 Uhr
| Platz | Name               | Nation           | 1. Versuch | 2. Versuch | 3. Versuch | 4. Versuch                             | 5. Versuch                             | 6. Versuch                             | Endresultat | Anmerkung |
| ----- | ------------------ | ---------------- | ---------- | ---------- | ---------- | -------------------------------------- | -------------------------------------- | -------------------------------------- | ----------- | --------- |
| 1     | Jurij Sedych       | Sowjetunion      | 81,80 m WR | 81,46 m    | 79,68 m    | x                                      | 80,98 m                                | 80,70 m                                | 81,80 m     | WR        |
| 2     | Sergei Litwinow    | Sowjetunion      | 80,64 m    | x          | x          | x                                      | x                                      | x                                      | 80,64 m     |           |
| 3     | Jüri Tamm          | Sowjetunion      | 77,84 m    | 78,96 m    | 77,92 m    | 77,26 m                                | x                                      | 76,86 m                                | 78,96 m     |           |
| 4     | Roland Steuk       | DDR              | 74,34 m    | 76,00 m    | 75,58 m    | 77,26 m                                | 77,54 m                                | x                                      | 77,54 m     |           |
| 5     | Detlef Gerstenberg | DDR              | 73,64 m    | 74,60 m    | 73,98 m    | x                                      | x                                      | 73,40 m                                | 74,60 m     |           |
| 6     | Emanuil Djulgerow  | Bulgarien        | 70,14 m    | 71,34 m    | 71,82 m    | 71,34 m                                | 74,04 m                                | x                                      | 74,04 m     |           |
| 7     | Giampaolo Urlando  | Italien          | 73,60 m    | 73,90 m    | 73,18 m    | 73,30 m                                | x                                      | x                                      | 73,90 m     |           |
| 8     | Ireneusz Golda     | Polen            | 72,38 m    | 73,74 m    | x          | x                                      | x                                      | x                                      | 73,74 m     |           |
| 9     | Harri Huhtala      | Finnland         | 69,78 m    | x          | 71,82 m    | 71,96 m                                | 71,82 m                                | 71,02 m                                | 71,96 m     |           |
|       |                    |                  |            |            |            |                                        |                                        |                                        |             |           |
| 10    | Juha Tiainen       | Finnland         | x          | 71,38 m    | 71,08 m    | nicht im Finale der besten acht Werfer | nicht im Finale der besten acht Werfer | nicht im Finale der besten acht Werfer | 71,38 m     |           |
| 11    | Armando Orozco     | Kuba             | x          | 67,76 m    | 68,68 m    | nicht im Finale der besten acht Werfer | nicht im Finale der besten acht Werfer | nicht im Finale der besten acht Werfer | 68,68 m     |           |
| 12    | Jiří Chamrád       | Tschechoslowakei | 68,16 m    | 65,94 m    | 66,58 m    | nicht im Finale der besten acht Werfer | nicht im Finale der besten acht Werfer | nicht im Finale der besten acht Werfer | 68,16 m     |           |

Die sowjetischen Werfer mit dem Olympiasieger von 1976 Jurij Sedych, dem Weltrekordinhaber Sergei Litwinow und Jüri Tamm, ebenfalls ein 80-Meter-Werfer, galten als Topfavoriten für diesen Wettbewerb. Bedingt durch den Olympiaboykott fehlte der ehemalige Weltrekordler aus der Bundesrepublik Deutschland Karl-Hans Riehm, der im vorolympischen Jahr keine Niederlage hatte hinnehmen müssen. So waren die beiden DDR-Athleten Roland Steuk, Vizeeuropameister von 1978, und Detlef Gerstenberg, EM-Vierter 1978, die Hauptkonkurrenten für die Sportler aus der UdSSR.
Schon in der ersten Runde war, wie sich am Ende zeigte, die Medaillenvergabe geklärt. Jurij Sedych erzielte gleich einen neuen Weltrekord, und auch Sergei Litwinow gelang sofort ein Wurf über die 80-Meter-Marke. Jüri Tamm lag auf Platz drei. Tamm steigerte sich im zweiten Durchgang zwar noch auf 78,96 m, was jedoch an der Reihenfolge nichts mehr änderte. Litwinow brachte in der Folgezeit keinen weiteren gültigen Versuch mehr zustande. Der Bulgare Emanuil Djulgerow und der Finne Harri Huhtala hatten nach drei Durchgängen beide exakt die gleiche Bestweite aufzuweisen. So kam es zu dem Novum, dass neun anstatt acht Athleten die zweite Finalrunde mit weiteren drei Versuchen bestritten. Am Ende belegten Roland Steuk und Detlef Gerstenberg die Plätze vier und fünf.
Es war der zweite Dreifacherfolg in Folge für die sowjetische Mannschaft im Hammerwurf.

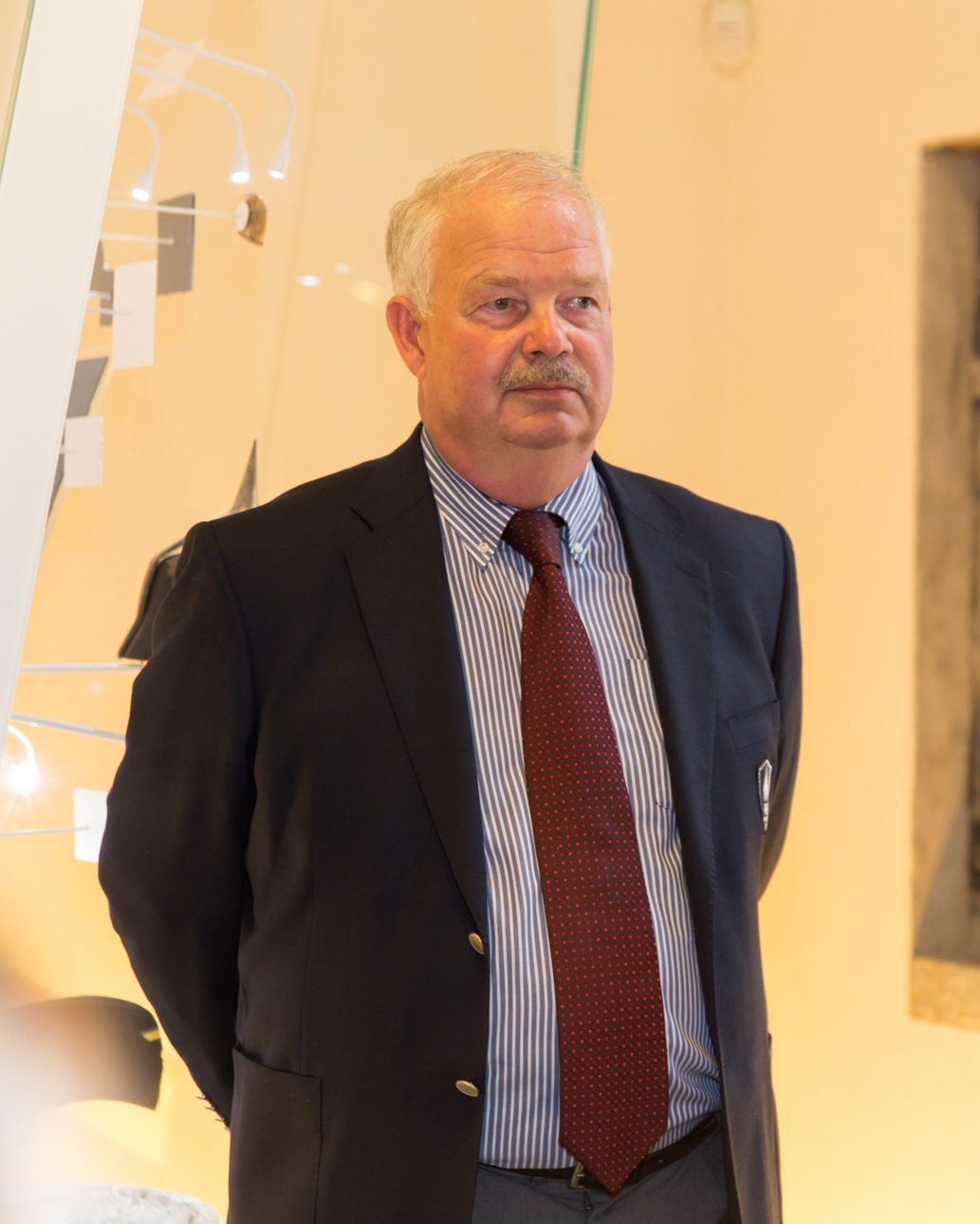
Jüri Tamm (hier im Jahr 2017) gewann die Bronzemedaille
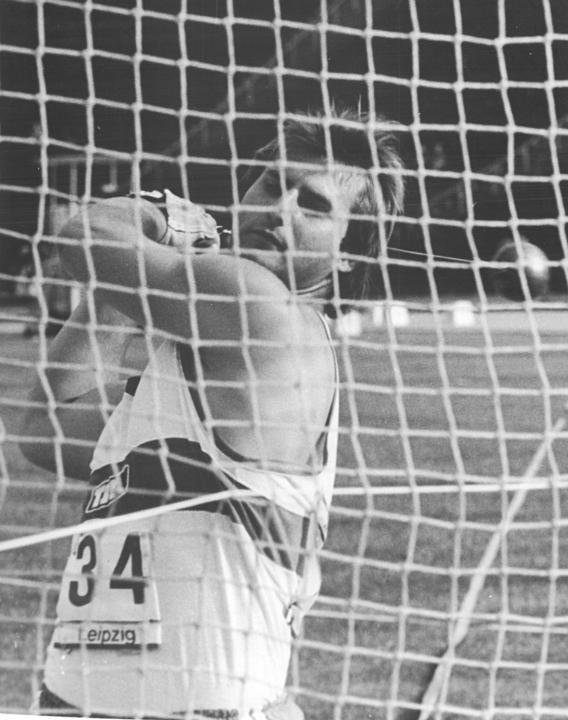
Roland Steuk belegte Rang vier
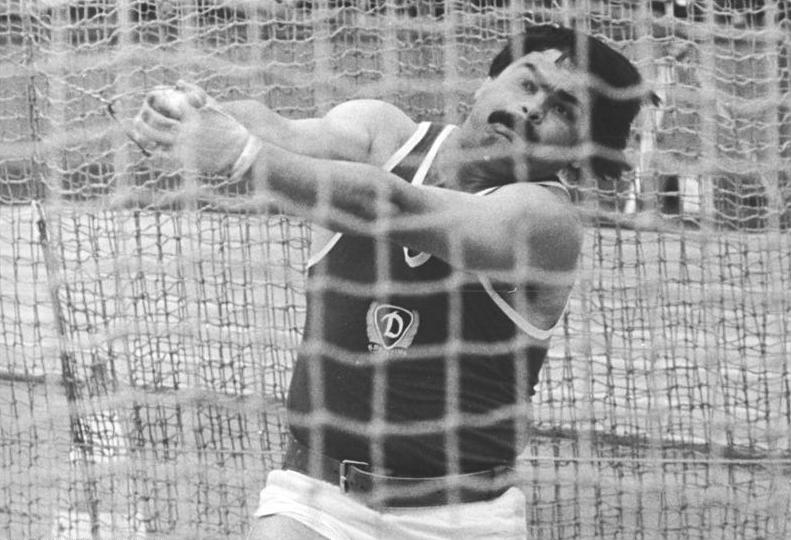
Der fünftplatzierte Detlef Gerstenberg

## Videolinks
- 1980 Olympic Hammer Throw, youtube.com, abgerufen am 31. Oktober 2021
- Yuri Sedykh Dominates Olympic Hammer Throw – Moscow 1980 Olympics, youtube.com, abgerufen am 31. Dezember 2017